# Rudolf Smend
Rudolf Smend (Lengerich, 5 de novembro de 1851 – Ballenstedt, 27 de dezembro de 1913) foi um teólogo alemão. Ele foi o irmão mais velho do teólogo Julius Smend (1857-1930), e pai de Carl Friedrich Rudolf Smend (1882-1975), este último considerado autoridade em direito constitucional e em direito canônico.
Estudou teologia na Universidade de Göttingen, Universidade Humboldt de Berlim e Universidade de Bonn, obtendo seu doutorado em 1874, com uma tese sobre a poesia árabe. Em 1880, ele se tornou professor associado do Antigo Testamento na Universidade de Basileia, onde, pouco tempo depois, ele obteve o título de livre-docente.
Em 1889, retornou à Universidade de Göttingen como professor de ciências Bíblicas e línguas Semitas. Em Göttingen, ele reuniu-se com seu antigo professor Julius Wellhausen (1844-1918), que teve uma grande influência sobre sua carreira profissional. Smend é bastante lembrado por uma examinação crítica do Antigo Testamento, especialmente em suas pesquisas envolvendo histórias do Hexateuco. Em 1907, com Alfred Rahlfs (1865-1935) ele criou a Septuaginta-Unternehmen (Projeto Septuaginta) na sociedade de Ciências de Göttingen.
Smend faleceu em Ballenstedt.

## Obras destacadas
- Der Prophet Ezechiel (O Profeta Ezequiel), 1880
- Lehrbuch der alttestamentlichen Religionsgeschichte (Textbook of Old Testament religious history), 1899
- Die Weisheit des Jesus Sirach (The wisdom of Jesus Sirach) with Hebrew glossary, 1906
- Die Erzählung des Hexateuch auf ihre Quellen untersucht (Sources of the Hexateuch investigated), 1912